# پیتر مداوار
سر پیتر مداوار (به انگلیسی: Peter Madawar) (زاده ۲۸ فوریه ۱۹۱۵ – درگذشته ۲ اکتبر ۱۹۸۷) زیست‌شناس و نویسنده بریتانیایی که کارش بر روی وازنش و کشف تحمل ایمنی اکتسابی چنان برای پیوند اعضا و اعمال پزشکی مربوط به بافت اساسی بود که از او به عنوان «پدر پیوند اعضا» یاد می‌شود.
مداوار جوانترین فرزند پدر لبنانی و مادری بریتانیایی بود. او در کالج مالبرو و کالج مگدالن آکسفورد درس خواند و استاد جانورشناسی دانشگاه بیرمنگام و کالج دانشگاهی لندن بود. تا پیش از اینکه توسط سکته مغزی قسمتی از بدنش فلج شود مدیر انستیتوی ملی تحقیقات پزشکی در میل هیل بود. او به همراه دو دانشجوی دوره دکترا و فوق دکترایش اصول تحمل ایمنی اکتسابی را تبیین کرد (پدیده عدم پاسخگویی سیستم ایمنی به ملکولهای خاص)، که از نظر تئوری توسط فرانک مک فارلن برنت پیش‌بینی شده بود و این تبدیل به بنیادی برای پیوند بافت و اعضا گردید. در سال ۱۹۶۰ میلادی، به‌طور مشترک با فرانک مک فارلن برنت «به خاطر کشف تحمل ایمنی شناختی اکتسابی» برنده جایزه نوبل در زمینه فیزیولوژی پزشکی گردید.